# Aristidis Moumoglou
Aristidis „Aris“ Moumoglou (griechisch Αριστείδης «Αρις» Μούμογλου, * 1942 in Veria, Griechenland) ist ein ehemaliger griechischer Basketballspieler.

## Karriere
1958 kam Moumoglou im Alter von 16 Jahren zu Iraklis Saloniki, für den er in den folgenden zwei Spielzeiten in der Jugendmannschaft spielte. Ein Jahr später wurde er in den Kader der Nationalmannschaft berufen. Im Sommer 1961 holte ihn Iraklis’ Coach, Agis Kinigopoulos in die erste Auswahl. Zur Saison 1963/64 wurde er mit Iraklis griechischer Vizemeister und war mit 376 Punkten in 18 Spielen zweitbester Werfer seiner Mannschaft. Als 1967/68 Iraklis aus der A1 Ethniki abstieg, trat Moumouglou zurück und begann ein Studium an einer pharmazeutischen Hochschule. Mit Beendigung seines Studiums schloss er sich zur Saison 1971/72 Iraklis wieder an, welcher inzwischen wieder erstklassig spielte. In seiner ersten Comeback-Saison wurde er mit 654 Punkten bester Werfer der Liga. Bis zum Ende seiner Karriere blieb er Iraklis treu.

## Meiste Punkte in einem Pflichtspiel (Weltweiter Rekord)
Im Juli 1972 berichteten die Sport-Illustrierten des Landes vom Ligaspiel Iraklis gegen den Lokalrivalen, Byzantikos AO, welchen sie mit 172:94 Punkten am 13. Juli 1972 bezwangen. Im offiziellen Spielbericht wurde ein Ergebnis von 170:94 Punkten geführt. Die Differenz der letzten zwei Punkte kam zustande, weil Moumoglous letzter Treffer erst nach Ertönen der Schlusssirene erfolgte und somit nicht gewertet wurde. Das besondere an diesem Spiel waren die insgesamt 143 (bzw. 145) Punkte die Moumoglou erzielte. Moumoglou hält damit den Rekord für die meisten erzielten Punkte in einem offiziellen Pflichtspiel. Im November 2012 gelang es College Spieler Jack Taylor fast, diesen Rekord zu brechen. Im Spiel Grinnell College aus Iowa gegen Faith Baptist Bible erreichte Taylor 138 Punkte in der dritten College-Division. Grinnell gewann das Spiel mit 179:104 Punkten.